# Тавквери
Тавквери — технический (винный) сорт винограда, используемый для производства красных вин в Грузии.

## История
Происходит из Центральной Грузии (Картли).

## География
Сорт культивируют в Грузии, Азербайджане, Узбекистане. Выращивался в Туркменистане и в Таджикистане, но с распадом СССР местная винодельческая отрасль понесла значительный урон.
Особенно важное значение сорт имеет в Азербайджане, где он спорит с Матрасой по распространенности. В основном его культивируют в северо-западных районах страны - Шамхорском, Ханларском, Акстафинском и в окрестностях города Гянджа, где на его основе вывели сорт Гянджеви (Тавквери x Матраса).

## Основные характеристики
Кусты сильнорослые.
Листья крупные, вытянутые в длину, глубокорассеченные, пятилопастные, воронковидно-желобчатые, сетчато-морщинистые, снизу опушение отсутствует. Черешковая выемка средняя, открытая, лировидная или сводчатая, с острым дном.
Цветок функционально-женский (для опыления используют, например, Баяншира, который отличается по цвету, цветет примерно в тот же период и зарекомендовал себя хорошим опылителем). 
Грозди средние, конические, крылатые, средней плотности.
Ягоды средние, круглые, темно-синие, покрыты густым восковым налетом, который придает им голубой оттенок. Кожица прочная. Мякоть сочная с приятным фруктовым ароматом.
Вызревание побегов хорошее.
Сорт среднего периода созревания. Период от начала распускания почек до полного созревания ягод составляет 140 дней при сумме активных температур 3000°С.
Урожайность высокая, 100—140 ц/га.
Сорт сильно повреждается мильдью, средне - оидиумом. Зимостойкость сравнительно хорошая.

## Применение
Виноград используется для приготовления столовых вин и коньячных спиртов, а также для виноградного сока высокого качества. Используется для изготовления красного Советского шампанского.
Вина из Тавквери регулярно отмечаются специалистами в винных рейтингах. Например, вино «Pheasant's Tears» было отмечено в рейтинге лучших натуральных вин дешевле 40 долларов за 2017 год от журнала Esquire.